# Paul Richard Kötzschke
Paul Richard Kötzschke (* 21. Juni 1869 in Dresden; † 20. Mai 1945 in Zschieren) war ein deutscher Historiker.
Kötzschke war der Sohn eines Kammermusikers Hermann Kötzschke und jüngerer Bruder des Historikers Rudolf Kötzschke. Er befasste sich in seiner Dissertation bei Karl Lamprecht an der Universität Leipzig mit Koloniengründungen in den ostdeutschen Gebieten, der deutschen Kolonisation in Holstein, Mecklenburg, Pommern, Schlesien sowie in West- und Ostpreußen. Später war er als Oberstudienrat an einem Gymnasium tätig. Seinen Ruhestand verbrachte er in Zschieren bei Dresden.
Seine Forschungsschwerpunkte waren die deutsche Ostsiedlung im Mittelalter und die Geschichte des deutschen Sängerwesens.
Er war seit 12. März 1913 (Dresden) verheiratet mit Clara Elisabeth Schröter (* 29. Oktober 1867 in Oelsen bei Bad Gottleuba; † 28. Februar 1947 in Zschieren), Musiklehrerin in Dresden, Tochter des Pfarrers Carl Gustav Schröter (* 14. Februar 1822 in Niederschöna bei Freiberg; † 9. April 1894 in Plauen bei Dresden) und seiner Frau Antonie Cathinka Petzold (* 25. Juni 1830 in Sebnitz; † 15. Februar 1915 in Dresden).

## Schriften
- 100 Jahre Dresdner Liedertafel. 1839–1939. Dresden 1939.
- Thomas Woodrow Wilson, sein Leben und sein Wirken. Jess, Dresden 1931.
- Die Kgl. Sächsischen Landwehr-Infanterie-Regimenter Nr. 101 und Nr. 103. Nach den amtlichen Kriegstagebüchern, Operationsakten und Privataufzeichnungen. 2 Bände, v. Baensch Stiftung, Dresden 1931.
- Geschichte des deutschen Männergesanges, hauptsächlich des Vereinswesens. Limpert, Dresden 1927.
- Geschichte der Universitäts-Sängerschaft zu St. Pauli in Leipzig 1822–1922. Alfred Hahn, Leipzig 1922.
- Das Unternehmertum in der ostdeutschen Kolonisation des Mittelalters. Dissertation, Leipzig 1894.